# Smithsonidrilus westoni
Smithsonidrilus westoni är en ringmaskart som beskrevs av Erséus 1982. Smithsonidrilus westoni ingår i släktet Smithsonidrilus och familjen glattmaskar. Inga underarter finns listade i Catalogue of Life.